# The Raven
The Raven är ett konceptalbum av Lou Reed, utgivet 2003. Det är inspirerat av dikter av den amerikanska författaren Edgar Allan Poe och innehåller både musik och spoken word. Det släpptes dels i begränsad utgåva som dubbel-cd och dels i en nerkortad version som enkel-cd, vilken främst fokuserar på musiken.
Flera gästvokalister medverkar på albumet, däribland David Bowie, The Blind Boys of Alabama, Anohni samt skådespelarna Steve Buscemi och Willem Dafoe

## Låtlista

### Skiva ett
1. "The Conqueror Worm" - 2:16
2. "Overture" - 1:05
3. "Old Poe" - 0:40
4. "Prologue (Ligiea)" - 4:49
5. "Edgar Allan Poe" - 3:20
6. "The Valley of Unrest" - 2:26
7. "Call on Me" - 2:07
8. "The City in the Sea/Shadow" - 4:14
9. "A Thousand Departed Friends" - 4:55
10. "Change" - 2:18
11. "The Fall of the House of Usher" - 8:43
12. "The Bed" - 3:32
13. "Perfect Day" - 3:27
14. "The Raven" - 6:30
15. "Balloon" - 1:01

### Skiva två
1. "Broadway Song" - 3:12
2. "The Tell-Tale Heart, Pt. 1" - 2:24
3. "Blind Rage" - 3:27
4. "The Tell-Tale Heart, Pt. 2" - 1:43
5. "Burning Embers" - 3:21
6. "Imp of the Perverse" - 3:12
7. "Vanishing Act" - 5:23
8. "The Cask" - 6:41
9. "Guilty (Spoken)" - 2:45
10. "Guilty (Song)" - 4:54
11. "A Wild Being From Birth" - 5:34
12. "I Wanna Know (The Pit and the Pendulum)" - 6:58
13. "Science of the Mind" - 1:36
14. "Annabel Lee/The Bells" - 1:41
15. "Hop Frog" - 1:46
16. "Every Frog Has His Day" - 1:06
17. "Tripitena's Speech" - 2:19
18. "Who Am I? (Tripitena's Song)" - 4:30
19. "Courtly Orangutans" - 1:41
20. "Fire Music" - 2:44
21. "Guardian Angel" - 6:51

### Enkel-cd
1. "Overture"
2. "Edgar Allan Poe"
3. "Call on Me"
4. "The Valley of Unrest"
5. "A Thousand Departed Friends"
6. "Change"
7. "The Bed"
8. "Perfect Day"
9. "The Raven"
10. "Balloon"
11. "Broadway Song"
12. "Blind Rage"
13. "Burning Embers"
14. "Vanishing Act"
15. "Guilty"
16. "I Wanna Know (The Pit and the Pendulum)"
17. "Science of the Mind"
18. "Hop Frog"
19. "Tripitena's Speech"
20. "Who Am I? (Tripitena's Song)"
21. "Guardian Angel"